# ウルフィラ
ウルフィラまたはウルフィラス（Ulfilas, ゴート語:Wulfila（Ulphilas, Orphilaとも）、311年頃 - 383年）は、4世紀のゴート人司教。聖書翻訳家で、聖書の布教のためにゴート文字を発案した。彼によるゲルマン語の金字塔であるゴートの聖書の重要な断片は今日も残っている。
彼が布教を始めた時代はアリウス派の全盛期にあたり、ニコメディアのエウセビオスによって司教に叙階された彼は、自然にアリウス派の神学を受け入れた。彼と彼によるゴート人の教会は、360年のコンスタンティノープルの相似本質説的教会会議によって決定された意味におけるアリウス説を公言し続けた。